# 127689 Doncapone
127689 Doncapone è un asteroide della fascia principale. Scoperto nel 2003, presenta un'orbita caratterizzata da un semiasse maggiore pari a 2,2912183 UA e da un'eccentricità di 0,1537037, inclinata di 7,06685° rispetto all'eclittica.
L'asteroide è dedicato al religioso e storico italiano don Giuseppe Capone.